# Philippe Brood
Philippe Gérard Brood (Den Haag, 20 juli 1964 – aldaar, 13 april 2000) was een Nederlands politicus. Hij was namens de Volkspartij voor Vrijheid en Democratie lid van de Tweede Kamer der Staten-Generaal.

## Studie in Leiden
Philippe Brood studeerde met ingang van 1984 rechten aan de toenmalige Rijksuniversiteit Leiden. Hij was in zijn studententijd onder andere lid van de Leidse Studenten Vereniging Minerva. Hij woonde op diverse plaatsen in de binnenstad van Leiden, waaronder het bekende studentenhuis Vliet 15. Later verhuisde hij naar de Herengracht en vervolgens naar de 3 Octoberstraat, waar hij een huis kocht. Hij woonde dus vlak bij de Rechtenfaculteit, die toen nog aan de Hugo de Grootstraat gevestigd was.

## Werk als Repetitor
Philippe Brood oefende lange tijd het vrije beroep van repetitor uit. Hij gaf in deze hoedanigheid cursussen Staats- en Bestuursrecht aan vele rechtenstudenten te Leiden om ze op hun tentamens voor te bereiden. Er was veel belangstelling voor deze repetitorcursussen en studenten werden gewoonlijk in groepjes van 6 tegelijk ingedeeld. Aanvankelijk werden de cursussen thuis aan de Herengracht en later de 3 Octoberstraat gegeven. Voor grotere aantallen werd zaalruimte bij Hotel Nieuw Minerva afgehuurd. Er gold een zekere mate van no cure, no pay: de student die een cursus had gevolgd en betaald maar desondanks niet was geslaagd, mocht voor half geld de cursus nog eens volgen. Lukte het tentamen dan nog niet, dan kon de student kosteloos voor een derde cursus langskomen. Dit kwam overigens maar zelden voor. Studenten dienden hun lessen serieus voor te bereiden: wanneer er iemand de vragen niet had voorbereid, werd de gehele groep studenten weggestuurd om voor een inhaalles terug te komen. In de circa 10 jaar dat hij als repetitor werkzaam was, hebben naar schatting ruim duizend studenten van zijn lessen gebruikgemaakt. Ook was hij enige tijd universitair docent in de Inleiding tot het recht aan de Rijksuniversiteit Leiden. Het geven van de repetitorlessen deed hij aanvankelijk zelfstandig en aan huis. Vanaf 1996 sloot hij zich aan bij de Kring van Leidse Repetitoren (een organisatie die nog altijd in Leiden bestaat) tezamen met enkele andere Leidse juristen die in andere vakken op vergelijkbare wijze als repetitor actief waren. Dit gaf de gelegenheid onderling studenten naar elkaar door te sturen en vooral advertentie- en publiciteitskosten onderling te delen. Later richtte hij een advieskantoor Brood en Janssen aan het Rapenburg in Leiden op, dat zich toelegde op het geven van bestuursrechtelijk advies aan gemeenten. Het bestuursrecht was immers van meet af aan de passie van Philippe Brood. Hij adviseerde voorts nog diverse bewindslieden zoals Frits Bolkestein op dit terrein.

## Debating
Philippe Brood was ook bekend om zijn welsprekendheid. Zo was hij in zijn studententijd onder andere actief in de Leidse studentenvereniging Minerva en de Leidse Debating Society. In 1995 raakte hij bekend als politiek commentator in het televisieprogramma Hagens. Tevens was hij panellid in het radioprogramma Praatradio. In 1999 won hij Het Parlementair Debattoernooi, dat openstond voor nieuw gekozen Kamerleden. In de finale versloeg Brood SP'er Harry van Bommel.Philippe hield zich bovendien graag met de kunst van het debatteren bezig en was in de studententijd daarin in Leiden dan ook actief.

## De Tweede Kamer
Naar wel bekend was, was het een grote wens van Philippe Brood om lid van de Tweede Kamer te worden. In augustus 1998 kwam Brood in de Tweede Kamer als lid van de VVD-fractie, nadat een aantal politici het parlement verlieten om zitting te nemen in het kabinet-Kok II. Hij was in de aanloop van zijn campagne met het repeteren gestopt en had ook zijn adviesbureau beëindigd. Namens de VVD hield hij zich in het parlement bezig met binnenlandse zaken, onderwijs en Antilliaanse zaken. Hij heeft maar kort in deze functie mogen verkeren.

## Overlijden
Brood werd op de ochtend van 13 april 2000 in zijn werkkamer in het gebouw van de Tweede Kamer getroffen door een hartaanval. Collega-Kamerlid Siem Buijs (CDA) trachtte hem te reanimeren, maar tevergeefs. Het overlijden van Brood schokte zijn collega's in het parlement en vele anderen ten zeerste. Een plenair debat dat op die ochtend bezig was werd abrupt afgebroken en net als de overige vergaderingen van die dag opgeschort. Brood werd in Den Haag gecremeerd onder een zeer grote politieke en publieke belangstelling. Nog altijd houdt de Leidse afdeling van de JOVD jaarlijks ter nagedachtenis in de periode december de mr Philippe Brood-lezing.
- Biografisch Portaal: 62736506
- International Standard Name Identifier: 0000 0003 9252 1577
- Nederlandse Thesaurus van Auteursnamen: 140177264
- Parlement.com: vg09lljut4zc
- Virtual International Authority File: 286597606
- WorldCat: E39PBJyMfQFdWybcDtDhxwWRrq